# GM Весов
GM Весов (лат. GM Librae) — одиночная переменная звезда в созвездии Весов на расстоянии (вычисленном из значения параллакса) приблизительно 34477 световых лет (около 10571 парсека) от Солнца. Видимая звёздная величина звезды — от +17m до +15,5m.

## Характеристики
GM Весов — пульсирующая переменная звезда типа RR Лиры (RR:).